# Altacanyada (California)
Altacanyada es un área no incorporada ubicada en el condado de Los Ángeles en el estado estadounidense de California.

## Geografía
Altacanyada se encuentra ubicada en las coordenadas 34°13′20″N 118°12′43″O / 34.22222, -118.21194.